# Pusu (Amanuban Barat)
Pusu is een bestuurslaag in het regentschap Timor Tengah Selatan van de provincie Oost-Nusa Tenggara, Indonesië. Pusu telt 3743 inwoners (volkstelling 2010).